# Gemeinschaftliches deutsch-luxemburgisches Hoheitsgebiet
| Gemeinschaftliches deutsch-luxemburgisches Hoheitsgebiet   | Gemeinschaftliches deutsch-luxemburgisches Hoheitsgebiet                           |
| ---------------------------------------------------------- | ---------------------------------------------------------------------------------- |
| Grenzschild auf einer Brücke über die Sauer bei Echternach |                                                                                    |
| Art der Regionaleinheit: Gemeindefreies Gebiet             |                                                                                    |
| Lage                                                       | Grenze zwischen Deutschland und Luxemburg gebildet vom Flusssystem Our-Sauer-Mosel |
| Koordinaten                                                | 49° 42′ 48″ N, 6° 30′ 24″ O (Mündung Sauer → Mosel)                                |
| Bundesländer                                               | Rheinland-Pfalz, Saarland                                                          |
| Landkreis                                                  | nicht kreiszugehörig                                                               |
| AGS                                                        | 07 0 00 999                                                                        |
| Regionalschlüssel                                          | 07 0 00 9999 999                                                                   |
| NUTS-Code                                                  | DEZZZ                                                                              |
| Gemarkungsschlüssel                                        | siehe Tabelle (47 Gemarkungen)                                                     |
| Fläche                                                     | ca. 620 ha                                                                         |
| Landfläche                                                 | 4 ha                                                                               |
| Bevölkerung                                                | unbewohnt                                                                          |
| Länge                                                      | 118 km                                                                             |
| Breite                                                     | 10–120 m                                                                           |
| Höhe (max)                                                 | 315 m (Dreiländereck)                                                              |
| Höhe                                                       | 177 m (Mündung Our → Sauer)                                                        |
| Höhe (min)                                                 | 130 m (Mündung Sauer → Mosel)                                                      |
| Gliederung                                                 | 47 Gemarkungen                                                                     |
| Lagekarte (mit saarländisch-luxemburgischem Teil)          |                                                                                    |
| …                                                          |                                                                                    |

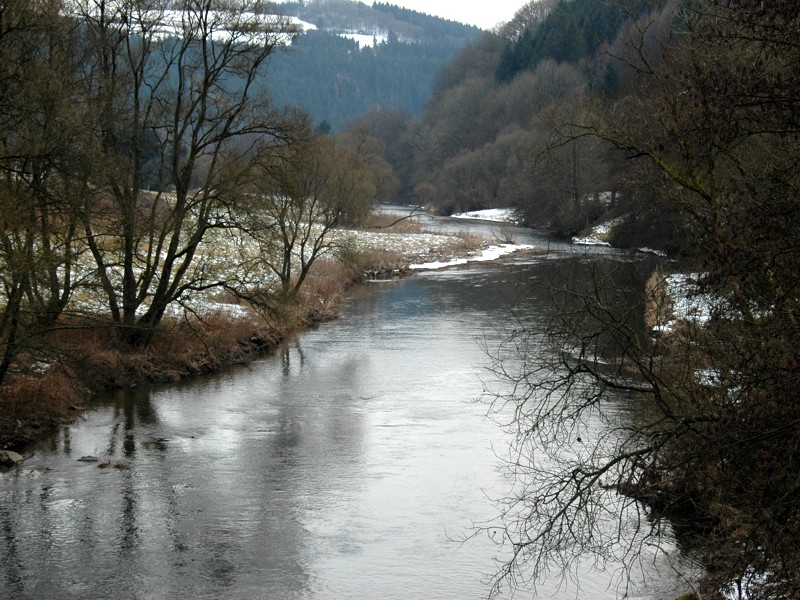
Die Our bei Dasburg-Pont mit Blickrichtung flussabwärts, links Deutschland, rechts Luxemburg

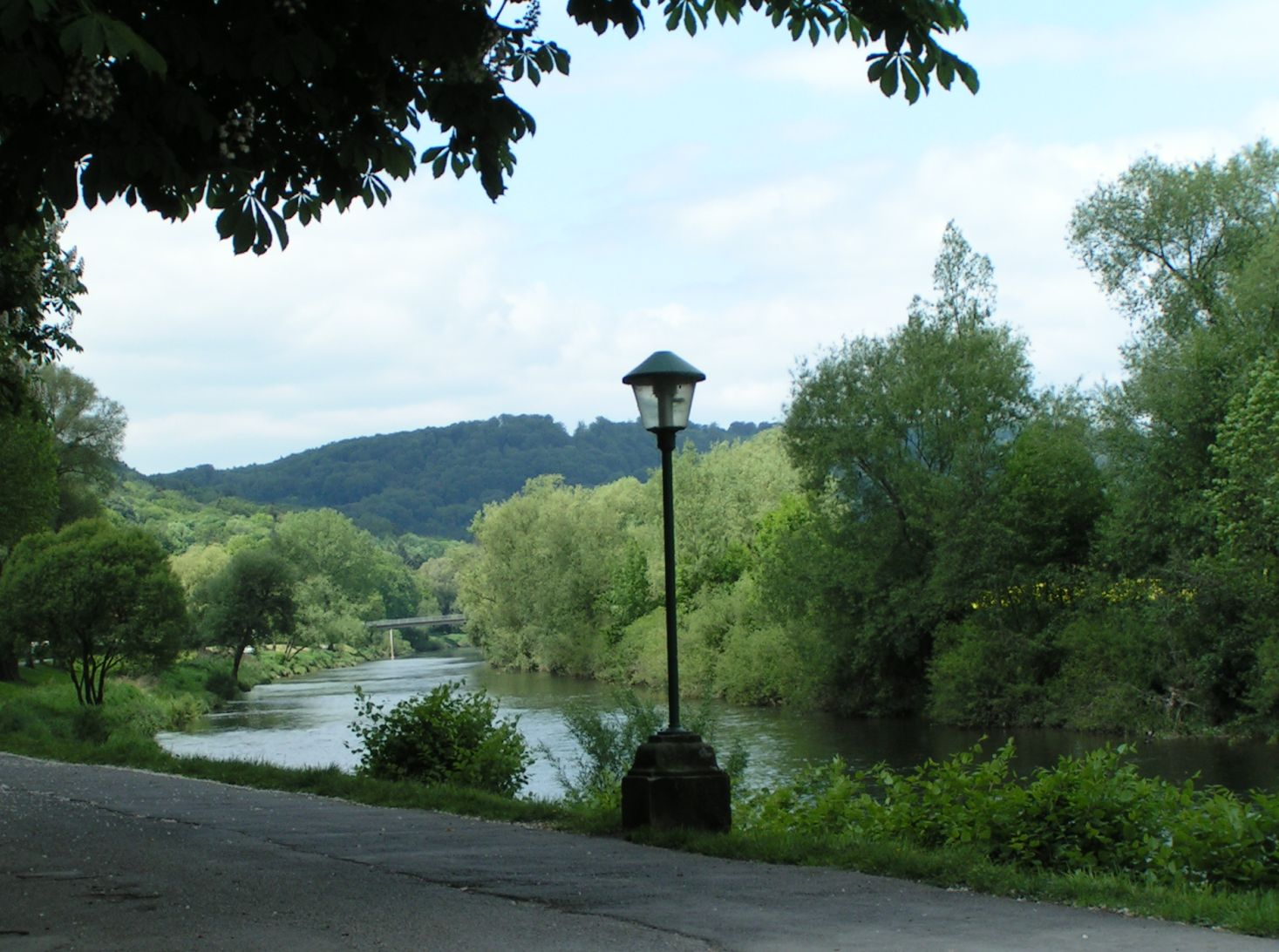
Die Sauer bei Echternach

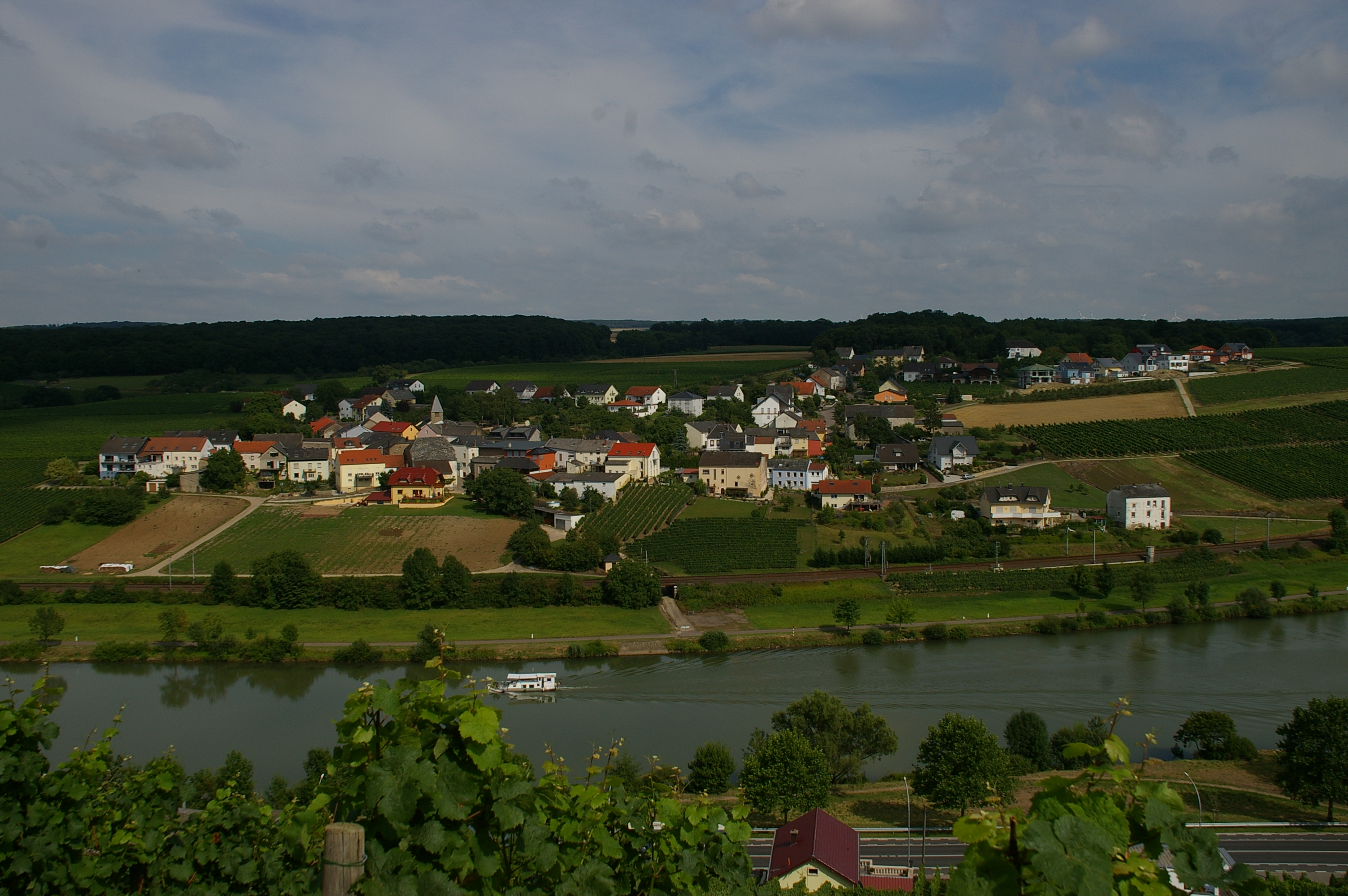
Die Mosel bei Wehr (Gemeinde Palzem)

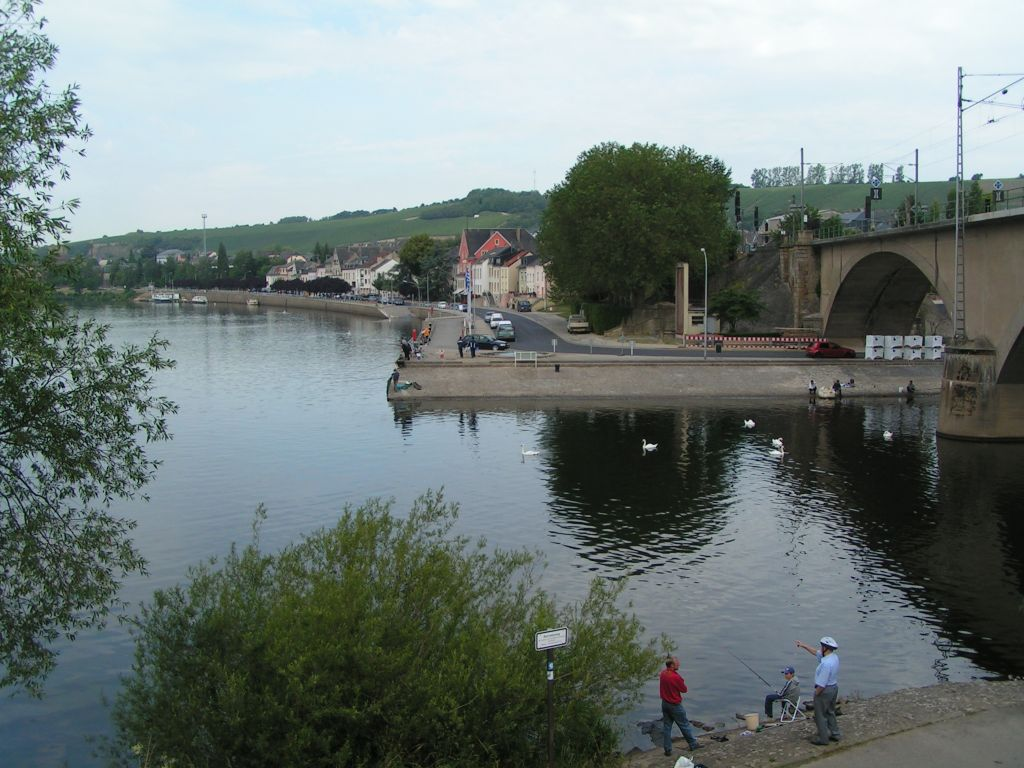
Mündung der Sauer in die Mosel bei Wasserbillig (L) / Wasserbilligerbrück (D)

Das gemeinschaftliche deutsch-luxemburgische Hoheitsgebiet bilden die Flüsse Mosel, Sauer und Our an der Grenze zwischen Luxemburg und Deutschland (mit den Bundesländern Rheinland-Pfalz und Saarland). Das Gebiet ist jeweils das einzige gemeindefreie Gebiet der Länder Rheinland-Pfalz und Saarland.

## Geographie

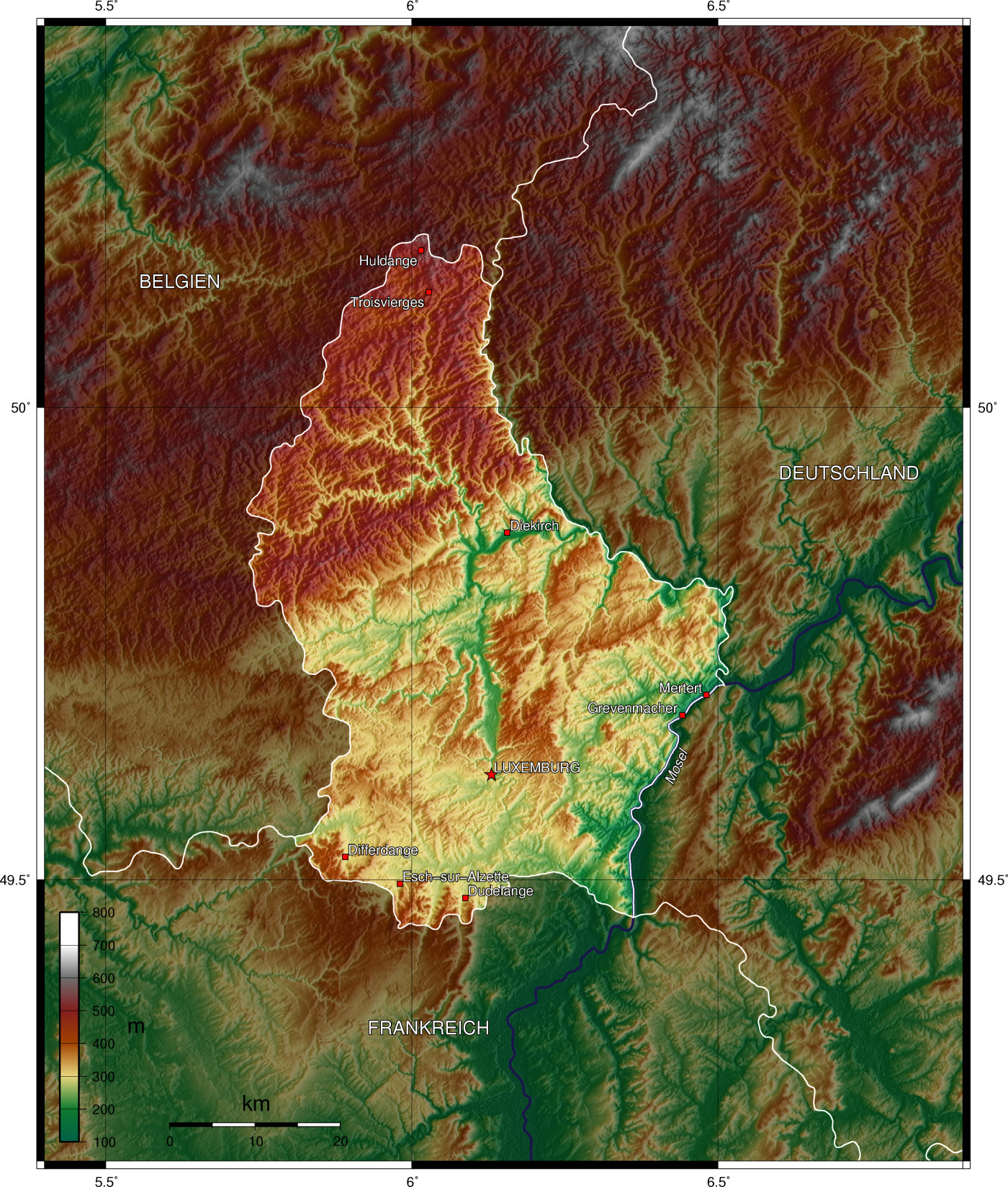
Das gemeinschaftliche Hoheitsgebiet bildet den Großteil der deutsch-luxemburgischen Staatsgrenze

Die insgesamt 135 km lange Grenze zwischen Deutschland und Luxemburg folgt über fast die gesamte Länge (127,979 km) dem Flusssystem Our-Sauer-Mosel. Nur im Bereich von Vianden an der Our ist das ansonsten zusammenhängende Gebiet unterbrochen. Hier erstreckt sich Luxemburg über eine Länge von rund 7 km auch östlich des Flusssystems. 10 km entfallen auf die saarländisch-luxemburgische Grenze. Die restlichen 118 km bilden das gemeindefreie Gebiet von Rheinland-Pfalz. Diese Entfernung wird durch zahlreiche Flussschlingen erreicht, denn die Luftlinie beträgt nur knapp 67 km. 
Die nördlichen 50 km werden von der Our gebildet. Der nördlichste Punkt ist das Dreiländereck Belgien-Deutschland-Luxemburg, in dessen unmittelbarer Nähe das Europadenkmal steht.
Das sich südlich anschließende, von der Sauer gebildete Grenzstück ist mit 42 km etwas kürzer. Der südliche, etwa 36 km lange Abschnitt wird von der Mosel gebildet; der rheinland-pfälzische Teil liegt mit 26,42 km Länge zwischen den Flusskilometern 205,870 und 232,290.
Bei einer Fläche des (Fluss-)Gebiets von 6,21 km² errechnet sich eine durchschnittliche Flussbreite von knapp 50 m.
Am Dreiländereck Belgien-Luxemburg-Deutschland ist die Our 10 m breit. Bei der Einmündung der Sauer verbreitert sich der Grenzfluss auf 30 m. An der Mündung der Sauer in die Mosel erfolgt ein Sprung von 50 auf 110 m, und bis zur saarländischen Grenze beträgt die Breite der Mosel zwischen 110 und 120 m.
Das Kondominium umfasst einige Flussinseln: Dazu zählt die Nordspitze der Mosel-Insel zwischen Schengen und Perl, die ganz im Süden des Kondominiums liegt. In der Sauer gibt es mehrere kleine Flussinseln, eine davon in der Gemarkung Metzdorf-Mompach.

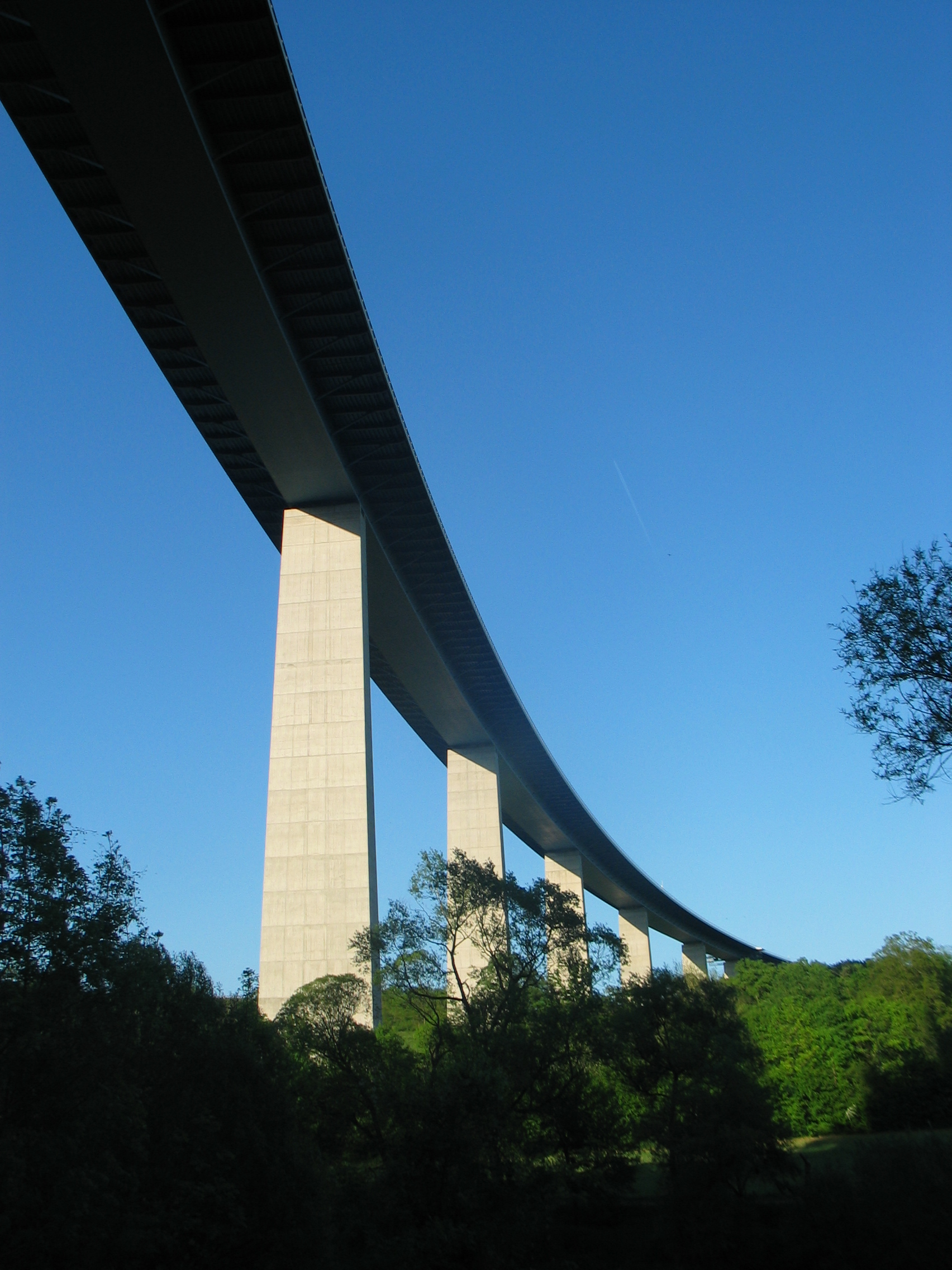
Die Sauertalbrücke

Die Brückenbauwerke unterliegen dem gemeinsamen Unterhalt beider Staaten. Größte Brücke ist die Sauertalbrücke (A64/E44). Bei Langsur führt eine Eisenbahnbrücke über die Sauer, unmittelbar vor der Mündung in die Mosel. Daneben gibt es 21 Straßenbrücken und 7 Fußgängerbrücken.
Angrenzend an den Bereich des Kondominiums befindet sich der Hafen Mertert. Obwohl auf luxemburgischem Territorium gelegen, ist dort die deutsche Wasserschutzpolizei zuständig. Die Moselschleusen Grevenmacher und Stadtbredimus sind explizit vom Kondominium ausgenommen.
Der nördliche Teil des Gebiets bis zur Sauermündung gehört zum Deutsch-Luxemburgischen Naturpark.

### Koordinaten
- Karte mit allen Koordinaten:
- OSM |
- WikiMap

- Dreiländereck Belgien - Deutschland - Luxemburg: 50° 7′ 49″ N, 6° 8′ 9″ O
- Unterbrechung bei Vianden, nördlicher Punkt: 49° 56′ 56,2″ N, 6° 11′ 51,5″ O
- Unterbrechung bei Vianden, südlicher Punkt: 49° 55′ 39,9″ N, 6° 13′ 25,3″ O
- Mündung Our → Sauer: 49° 52′ 30″ N, 6° 17′ 12″ O
- Mündung Sauer → Mosel: 49° 42′ 48″ N, 6° 30′ 24″ O
- Dreiländereck Rheinland-Pfalz - Saarland - Luxemburg: 49° 33′ 3,6″ N, 6° 22′ 51,6″ O
- Dreiländereck Luxemburg - Frankreich - Saarland: 49° 28′ 10″ N, 6° 22′ 3,1″ O

## Geschichte
Das Kondominium geht zurück auf die Wiener Kongressakte von 9. Juni 1815 mit ihrer Formulierung

« Les rivières elles-mêmes, en tant qu’elles forment la frontière, appartiendront en commun aux Puissances limitrophes. »

„Die Flüsse selbst gehören zu den angrenzenden Mächten gemeinsam, soweit sie die Grenze bilden.“

sowie die Grenzverträge vom 26. Juni 1816 in Aachen und vom 7. Oktober 1816 in Kleve zwischen dem Königreich der Vereinigten Niederlande und dem Königreich Preußen.
Die unterschiedliche Auslegung der dort getroffenen Festlegung, dass die Grenzgewässer „beiden Staaten gemeinschaftlich angehören“ sollten, führte mehrfach zu Differenzen zwischen den angrenzenden Staaten und zu unterschiedlichen Gerichtsentscheidungen. Die Verhandlungen zu einer Klärung der Situation wurden 1925 eingeleitet; ein 1938 von deutscher Seite vorgelegter Vertragsentwurf, der die Grenze in der Gewässermitte festlegte, wurde wegen der deutschen Besetzung Luxemburgs im Jahr 1940 im Zuge des Zweiten Weltkriegs nicht weiter verfolgt.
Mit der Stauregelung der Mosel zur Großschifffahrtsstraße 1958 bis 1964 gewann die Klärung der Situation erneut an Dringlichkeit. Die 1979 eingeleiteten Verhandlungen über die Grenzregelung zwischen Luxemburg und Deutschland wurden durch den deutsch-luxemburgischen Grenzvertrag vom 19. Dezember 1984 abgeschlossen, der Detailfragen des Grenzverlaufs regelte.

## Verwaltung
In der deutschen amtlichen Statistik wird das Kondominium seit dem 1. Mai 2004 als gemeindefreies Gebiet des Landes Rheinland-Pfalz mit einer Fläche von 6,20 oder 6,21 km² ausgewiesen, mit dem amtlichen Gemeindeschlüssel 07 0 00 999 und mit dem NUTS-3-Code DEZZZ. Das Gebiet ist, anders als die übrigen gemeindefreien Gebiete, auch keinem Landkreis und keinem Regierungsbezirk zugeordnet, berührt jedoch die beiden Landkreise Eifelkreis Bitburg-Prüm und Trier-Saarburg des ehemaligen Regierungsbezirks Trier. Es geht aus deutscher Sicht, anders als der Bodensee, in die Flächenstatistik des Landes (Rheinland-Pfalz) und Deutschlands ein.
Während die an schiffbaren Flüssen ausgerichteten Staatsgrenzen zumeist im Talweg der Flüsse verlaufen, beginnen in diesem Fall die nur einem Staatsgebiet zuordenbaren Hoheitsgebiete am jeweiligen Ufer. Entgegen dieser Regelung waren nach Auskunft des Statistischen Landesamtes Rheinland-Pfalz die rechts des Talwegs der Mosel liegenden Flussabschnitte bis zum Stichtag 31. Dezember 1995 den einzelnen Anliegergemeinden zugeordnet. Zum Stichtag 31. Dezember 1996 wurden sie erstmals separat in der amtlichen Flächenstatistik nachgewiesen.
Der rund zehn Kilometer lange Abschnitt, auf dem die Mosel die Grenze zwischen dem Saarland und Luxemburg bildet, hat die Schlüsselnummer 10942115 und weist eine Fläche von 103 Hektar auf (zumeist Wasser, ein Hektar „Verkehrsfläche“, weniger als ein halber Hektar „Gebäude- und Freifläche“ sowie die gleiche Größenordnung Waldfläche). Die Landfläche dieses Gebiets liegt u. a. auf dem nördlichen Teil der namenlosen Moselinsel bei der Schleuse Apach, deren größerer, südlicher Teil zu Frankreich (Gemeinde Apach) gehört. Dieser saarländische Teil des Kondominiums grenzt an die Gemeinden Perl (Saarland) und Schengen (Luxemburg). Die Schlüsselnummer wurde in Anlehnung an 10042115 für die angrenzende Gemeinde Perl (115) im Landkreis Merzig-Wadern (42) gebildet. Die Ziffer 9 an dritter Stelle unterscheidet das Gebiet von allen Landkreisen und Gemeinden im Saarland, die dort eine 0 haben.

## Gliederung
Nach dem Gemarkungsverzeichnis von Rheinland-Pfalz ist das Gebiet in 47 Gemarkungen (Flussabschnitte) gegliedert, die nach den angrenzenden Gemeindepaaren auf der jeweiligen Seite der Staatsgrenze benannt sind, einschließlich der bis zur Gemeindegebietsreform in Rheinland-Pfalz (7. Juni 1969 bis 16. März 1974) bestehenden Gemeinden. Die Gemarkungen sind von Nord nach Süd in der Tabelle aufgelistet.
| Gemarkungen des gemeinschaftlichen deutsch-luxemburgischen Hoheitsgebiets in Rheinland-Pfalz | Gemarkungen des gemeinschaftlichen deutsch-luxemburgischen Hoheitsgebiets in Rheinland-Pfalz | Gemarkungen des gemeinschaftlichen deutsch-luxemburgischen Hoheitsgebiets in Rheinland-Pfalz | Gemarkungen des gemeinschaftlichen deutsch-luxemburgischen Hoheitsgebiets in Rheinland-Pfalz | Gemarkungen des gemeinschaftlichen deutsch-luxemburgischen Hoheitsgebiets in Rheinland-Pfalz |
| Gmk.- schlüssel                                                                              | Gemarkung                                                                                    | Fläche km²                                                                                   | Angrenzende Ortsgemeinde (VG)                                                                | Angrenzender Landkreis                                                                       |
| -------------------------------------------------------------------------------------------- | -------------------------------------------------------------------------------------------- | -------------------------------------------------------------------------------------------- | -------------------------------------------------------------------------------------------- | -------------------------------------------------------------------------------------------- |
| 073195                                                                                       | Sevenig-Heinerscheid                                                                         | 0,05                                                                                         | Sevenig (VG Arzfeld)                                                                         | Eifelkreis Bitburg-Prüm                                                                      |
| 073194                                                                                       | Dahnen-Heinerscheid                                                                          | 0,03                                                                                         | Dahnen                                                                                       | Eifelkreis Bitburg-Prüm                                                                      |
| 073193                                                                                       | Dasburg-Heinerscheid                                                                         | 0,32                                                                                         | Dasburg                                                                                      | Eifelkreis Bitburg-Prüm                                                                      |
| 073192                                                                                       | Dasburg-Munshausen                                                                           | 0,32                                                                                         | Dasburg                                                                                      | Eifelkreis Bitburg-Prüm                                                                      |
| 073191                                                                                       | Dasburg-Hosingen                                                                             | 0,32                                                                                         | Dasburg                                                                                      | Eifelkreis Bitburg-Prüm                                                                      |
| 073190                                                                                       | Preischeid-Hosingen                                                                          | 0,21                                                                                         | Preischeid                                                                                   | Eifelkreis Bitburg-Prüm                                                                      |
| 073128                                                                                       | Affler-Hosingen                                                                              | 0,05                                                                                         | Affler (VG Südeifel)                                                                         | Eifelkreis Bitburg-Prüm                                                                      |
| 073127                                                                                       | Übereisenbach-Hosingen                                                                       | 0,06                                                                                         | Übereisenbach                                                                                | Eifelkreis Bitburg-Prüm                                                                      |
| 073126                                                                                       | Gemünd-Hosingen                                                                              | 0,08                                                                                         | Gemünd                                                                                       | Eifelkreis Bitburg-Prüm                                                                      |
| 073125                                                                                       | Keppeshausen-Hosingen                                                                        | 0,08                                                                                         | Keppeshausen                                                                                 | Eifelkreis Bitburg-Prüm                                                                      |
| 073124                                                                                       | Keppeshausen-Putscheid                                                                       | 0,08                                                                                         | Keppeshausen                                                                                 | Eifelkreis Bitburg-Prüm                                                                      |
| 073123                                                                                       | Waldhof-Falkenstein-Putscheid                                                                | 0,05                                                                                         | Waldhof-Falkenstein                                                                          | Eifelkreis Bitburg-Prüm                                                                      |
| 073122                                                                                       | Roth-Vianden                                                                                 | 0,08                                                                                         | Roth an der Our                                                                              | Eifelkreis Bitburg-Prüm                                                                      |
| 073121                                                                                       | Roth-Fouhren                                                                                 | 0,08                                                                                         | Roth an der Our                                                                              | Eifelkreis Bitburg-Prüm                                                                      |
| 073120                                                                                       | Gentingen-Fouhren                                                                            | 0,74                                                                                         | Gentingen                                                                                    | Eifelkreis Bitburg-Prüm                                                                      |
| 073119                                                                                       | Gentingen-Reisdorf                                                                           | 0,74                                                                                         | Gentingen                                                                                    | Eifelkreis Bitburg-Prüm                                                                      |
| 073118                                                                                       | Ammeldingen-Reisdorf                                                                         | 0,23                                                                                         | Ammeldingen                                                                                  | Eifelkreis Bitburg-Prüm                                                                      |
| 073060                                                                                       | Wallendorf-Reisdorf                                                                          | 0,21                                                                                         | Wallendorf                                                                                   | Eifelkreis Bitburg-Prüm                                                                      |
| 073059                                                                                       | Wallendorf-Beaufort                                                                          | 0,21                                                                                         | Wallendorf                                                                                   | Eifelkreis Bitburg-Prüm                                                                      |
| 073058                                                                                       | Bollendorf-Beaufort                                                                          | 0,08                                                                                         | Bollendorf                                                                                   | Eifelkreis Bitburg-Prüm                                                                      |
| 073057                                                                                       | Bollendorf-Berdorf                                                                           | 0,08                                                                                         | Bollendorf                                                                                   | Eifelkreis Bitburg-Prüm                                                                      |
| 073056                                                                                       | Bollendorf-Echternach                                                                        | 0,08                                                                                         | Bollendorf                                                                                   | Eifelkreis Bitburg-Prüm                                                                      |
| 073055                                                                                       | Echternacherbrück-Echternach                                                                 | 0,05                                                                                         | Echternacherbrück                                                                            | Eifelkreis Bitburg-Prüm                                                                      |
| 073054                                                                                       | Echternacherbrück-Rosport                                                                    | 0,05                                                                                         | Echternacherbrück                                                                            | Eifelkreis Bitburg-Prüm                                                                      |
| 073046                                                                                       | Minden-Rosport                                                                               | 0,03                                                                                         | Minden                                                                                       | Eifelkreis Bitburg-Prüm                                                                      |
| 072826                                                                                       | Edingen-Rosport                                                                              | 0,50                                                                                         | Ralingen (VG Trier-Land)                                                                     | Trier-Saarburg                                                                               |
| 072825                                                                                       | Godendorf-Rosport                                                                            | 0,50                                                                                         | Ralingen (VG Trier-Land)                                                                     | Trier-Saarburg                                                                               |
| 072824                                                                                       | Ralingen-Rosport                                                                             | 0,50                                                                                         | Ralingen (VG Trier-Land)                                                                     | Trier-Saarburg                                                                               |
| 072823                                                                                       | Wintersdorf-Rosport                                                                          | 0,50                                                                                         | Ralingen (VG Trier-Land)                                                                     | Trier-Saarburg                                                                               |
| 072822                                                                                       | Wintersdorf-Mompach                                                                          | 0,50                                                                                         | Ralingen (VG Trier-Land)                                                                     | Trier-Saarburg                                                                               |
| 072821                                                                                       | Metzdorf-Mompach                                                                             | 0,59                                                                                         | Langsur                                                                                      | Trier-Saarburg                                                                               |
| 072820                                                                                       | Mesenich-Mompach                                                                             | 0,59                                                                                         | Langsur                                                                                      | Trier-Saarburg                                                                               |
| 072819                                                                                       | Mesenich-Mertert                                                                             | 0,59                                                                                         | Langsur                                                                                      | Trier-Saarburg                                                                               |
| 072818                                                                                       | Langsur-Mertert                                                                              | 0,59                                                                                         | Langsur                                                                                      | Trier-Saarburg                                                                               |
| 072777                                                                                       | Oberbillig-Mertert                                                                           | 0,27                                                                                         | Oberbillig (VG Konz)                                                                         | Trier-Saarburg                                                                               |
| 072778                                                                                       | Temmels-Mertert                                                                              | 0,92                                                                                         | Temmels                                                                                      | Trier-Saarburg                                                                               |
| 072779                                                                                       | Temmels-Grevenmacher                                                                         | 0,92                                                                                         | Temmels                                                                                      | Trier-Saarburg                                                                               |
| 072780                                                                                       | Wellen-Grevenmacher                                                                          | 0,63                                                                                         | Wellen                                                                                       | Trier-Saarburg                                                                               |
| 072781                                                                                       | Wellen-Wormeldange                                                                           | 0,63                                                                                         | Wellen                                                                                       | Trier-Saarburg                                                                               |
| 072782                                                                                       | Nittel-Wormeldange                                                                           | 0,25                                                                                         | Nittel                                                                                       | Trier-Saarburg                                                                               |
| 072783                                                                                       | Rehlingen-Wormeldange                                                                        | 0,25                                                                                         | Nittel                                                                                       | Trier-Saarburg                                                                               |
| 072743                                                                                       | Wincheringen-Wormeldange                                                                     | 0,38                                                                                         | Wincheringen (VG Saarburg-Kell)                                                              | Trier-Saarburg                                                                               |
| 072744                                                                                       | Wehr-Wormeldange                                                                             | 0,32                                                                                         | Palzem                                                                                       | Trier-Saarburg                                                                               |
| 072745                                                                                       | Wehr-Stadtbredimus                                                                           | 0,32                                                                                         | Palzem                                                                                       | Trier-Saarburg                                                                               |
| 072746                                                                                       | Palzem-Stadtbredimus                                                                         | 0,32                                                                                         | Palzem                                                                                       | Trier-Saarburg                                                                               |
| 072747                                                                                       | Palzem-Remich                                                                                | 0,32                                                                                         | Palzem                                                                                       | Trier-Saarburg                                                                               |
| 072748                                                                                       | Kreuzweiler-Remich                                                                           | 0,32                                                                                         | Palzem                                                                                       | Trier-Saarburg                                                                               |
|                                                                                              | Gesamtgebiet                                                                                 | 6,21                                                                                         |                                                                                              |                                                                                              |

Im Bereich der Gemarkung Wallendorf-Reisdorf mündet die Our in die Sauer, die von dort an die Grenze bildet. Die Sauer mündet in die Mosel an der Grenze der Gemeinden Langsur und Oberbillig.
Zwischen den deutschen Gemeinden Waldhof-Falkenstein und Roth ist das Gebiet durch die einzige flussübergreifende luxemburgische Gemeinde Vianden unterbrochen.
Die angrenzenden Kantone in Luxemburg sind von Nord nach Süd: Kanton Clerf, Kanton Vianden, Kanton Diekirch, Kanton Echternach, Kanton Grevenmacher und Kanton Remich.
Im Gemarkungsverzeichnis des Saarlandes werden weitere fünf Gemarkungen aufgeführt:
| Gemarkungen des gemeinschaftlichen deutsch-luxemburgischen Hoheitsgebiets im Saarland | Gemarkungen des gemeinschaftlichen deutsch-luxemburgischen Hoheitsgebiets im Saarland | Gemarkungen des gemeinschaftlichen deutsch-luxemburgischen Hoheitsgebiets im Saarland | Gemarkungen des gemeinschaftlichen deutsch-luxemburgischen Hoheitsgebiets im Saarland | Gemarkungen des gemeinschaftlichen deutsch-luxemburgischen Hoheitsgebiets im Saarland |
| Gmk.- schlüssel                                                                       | Gemarkung                                                                             | Fläche km²                                                                            | Angrenzende Gemeinde                                                                  | Angrenzender Landkreis                                                                |
| ------------------------------------------------------------------------------------- | ------------------------------------------------------------------------------------- | ------------------------------------------------------------------------------------- | ------------------------------------------------------------------------------------- | ------------------------------------------------------------------------------------- |
| 100048                                                                                | Nennig-Remich                                                                         | 0,26                                                                                  | Perl                                                                                  | Merzig-Wadern                                                                         |
| 100049                                                                                | Nennig-Wellenstein                                                                    | 0,20                                                                                  | Perl                                                                                  | Merzig-Wadern                                                                         |
| 100050                                                                                | Besch-Wellenstein                                                                     | 0,24                                                                                  | Perl                                                                                  | Merzig-Wadern                                                                         |
| 100051                                                                                | Besch-Remerschen                                                                      | 0,20                                                                                  | Perl                                                                                  | Merzig-Wadern                                                                         |
| 100052                                                                                | Perl-Remerschen                                                                       | 0,14                                                                                  | Perl                                                                                  | Merzig-Wadern                                                                         |
|                                                                                       | Gesamtgebiet                                                                          | 1,04                                                                                  |                                                                                       |                                                                                       |